# SN 2010ch
SN 2010ch – supernowa odkryta 9 kwietnia 2010 roku w galaktyce A150524+0258. W momencie odkrycia miała maksymalną jasność 18,20m.